# U-12 팬아메리칸 야구 선수권 대회
U-12 팬아메리칸 야구 선수권 대회(U-12 Pan American Baseball Championship)는 아메리카 지역 대회로 주로 11, 12세 선수들이 참가하는 12세 이하 야구 대회이다. 1988년 베네수엘라에서 첫 대회가 열렸다.

## 역대 대회 결과
| 연도 | 개최국          |                 | 우승                   | 준우승                 | 3위 |
| ---- | --------------- | --------------- | ---------------------- | ---------------------- | --- |
| 1988 | 베네수엘라      | 쿠바            | 베네수엘라             | 브라질                 |     |
| 1989 | 도미니카 공화국 | 도미니카 공화국 | 쿠바                   | [[ 야구 국가대표팀\|]] |     |
| 1990 | 아르헨티나      | 브라질          | [[ 야구 국가대표팀\|]] | [[ 야구 국가대표팀\|]] |     |
| 1991 | 멕시코          | 베네수엘라      | [[ 야구 국가대표팀\|]] | [[ 야구 국가대표팀\|]] |     |
| 1992 | 멕시코          | 멕시코          | 베네수엘라             | 니카라과               |     |
| 1993 | 온두라스        | 멕시코          | [[ 야구 국가대표팀\|]] | 온두라스               |     |
| 1994 | 멕시코          | 쿠바            | 멕시코                 | 베네수엘라             |     |
| 1995 | 미국            | 베네수엘라      | 멕시코                 | 도미니카 공화국        |     |
| 1996 | 아르헨티나      | 아르헨티나      | 콜롬비아               | 미국                   |     |
| 1997 | 도미니카 공화국 | 쿠바            | 멕시코                 | 베네수엘라             |     |
| 1998 | 니카라과        | 베네수엘라      | 파나마                 | 브라질                 |     |
| 1999 | 파나마          | 베네수엘라      | 브라질                 | 니카라과               |     |
| 2000 | 베네수엘라      | 베네수엘라      | 브라질                 | 멕시코                 |     |
| 2001 | 멕시코          | 대회 취소       | 대회 취소              | 대회 취소              |     |
| 2002 | 멕시코          | 베네수엘라      | 멕시코                 | 브라질                 |     |
| 2003 | 에콰도르        | 베네수엘라      | 파나마                 | 멕시코                 |     |
| 2004 | 콜롬비아        | 멕시코          | 브라질                 | 콜롬비아               |     |
| 2005 | 콜롬비아        | 콜롬비아        | 멕시코                 | 베네수엘라             |     |
| 2006 | 멕시코          | 멕시코          | 베네수엘라             | 도미니카 공화국        |     |
| 2007 | 베네수엘라      | 베네수엘라      | 푸에르토리코           | 파나마                 |     |
| 2008 | 콜롬비아        | 베네수엘라      | 멕시코                 | 파나마                 |     |
| 2009 | 푸에르토리코    | 베네수엘라      | 파나마                 | 콜롬비아               |     |
| 2010 | 콜롬비아        | 베네수엘라      | 콜롬비아               | 도미니카 공화국        |     |
| 2011 | 과테말라        | 베네수엘라      | 파나마                 | 니카라과               |     |
| 2012 | 콜롬비아        | 파나마          | 콜롬비아               | 브라질                 |     |
| 2013 | 과테말라        | 멕시코          | 니카라과               | 엘살바도르             |     |
| 2014 | 멕시코          | 니카라과        | 미국                   | 베네수엘라             |     |
| 2015 | 니카라과        | 니카라과        | 멕시코                 | 파나마                 |     |
| 2016 | 멕시코          | 멕시코          | 미국                   | 니카라과               |     |
| 2017 | 니카라과        | 파나마          | 도미니카 공화국        | 니카라과               |     |
| 2018 | 멕시코          | 미국            | 멕시코                 | 쿠바                   |     |
| 2019 | 콜롬비아        | 콜롬비아        | 도미니카 공화국        | 브라질                 |     |
| 2023 | 멕시코          | 미국            | 베네수엘라             | 멕시코                 |     |
| 2024 | 파나마          | 미국            | 도미니카 공화국        | 쿠바                   |     |

## 같이 보기
- 팬아메리칸 야구 선수권 대회
- U-23 팬아메리칸 야구 선수권 대회
- U-18 팬아메리칸 야구 선수권 대회
- U-15 팬아메리칸 야구 선수권 대회
- U-12 야구 월드컵